# Saint-Yzans-de-Médoc
Saint-Yzans-de-Médoc is een gemeente in het Franse departement Gironde (regio Nouvelle-Aquitaine) en telt 410 inwoners (2004). De plaats maakt deel uit van het arrondissement Lesparre-Médoc.

## Geografie
De oppervlakte van Saint-Yzans-de-Médoc bedraagt 11,5 km², de bevolkingsdichtheid is 35,7 inwoners per km².
De onderstaande kaart toont de ligging van Saint-Yzans-de-Médoc met de belangrijkste infrastructuur en aangrenzende gemeenten.

## Demografie
Onderstaande figuur toont het verloop van het inwonertal (bron: INSEE-tellingen).